# Glavlit

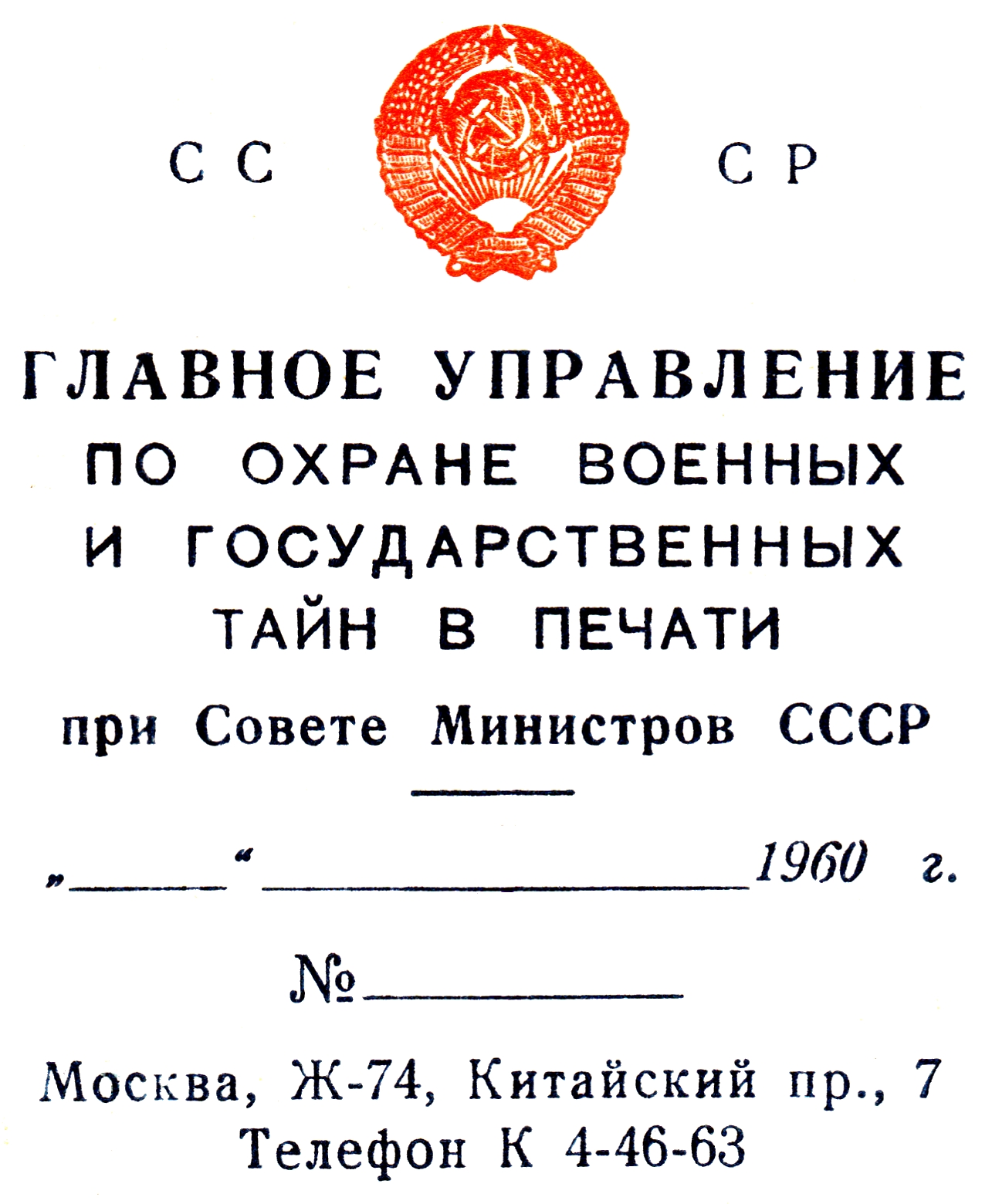
Formular de cenzură al Glavlit, 1960.

Glavlit era principalul organ de cenzură în Uniunea Sovietică. Creat în 1922, acesta și-a schimbat de mai multe ori numele, acronimul Glavit rămânând denumirea curentă, semioficială. 
Numele Glavlit este un acronim din rusă Главное управление по делам литературы и издательств (Glavnoie upravlenie po dielam literatourî i izdatielstv, în română: „Direcția Generală pentru Literatură și Edituri”), numele oficial al organismului, la crearea sa, în 1922.